# John Mulholland
John Mulholland (* 9. Juni 1898 in Chicago, Illinois; † 25. Februar 1970 in New York) war ein US-amerikanischer Zauberkünstler.

## Leben und Werk
Mulholland lernte seine Kunst als Teenager bei John William Sargent, einem Präsidenten der Society of American Magicians, der später als Harry Houdinis Sekretär arbeitete. Mulholland wurde in den 1920er Jahren professioneller Zauberkünstler, der das gesamte Spektrum von Zauberei in kleinen Gesellschaften bis zur großen Bühnenshow abdeckte. Als einer der Ersten hielt er Fachseminare für Kollegen und wurde ab 1930 Herausgeber der damals größten Fachzeitschrift The Sphinx. Daneben veröffentlichte er zahlreiche Bücher über Zauberkunst und deren Geschichte. Schließlich wurde er in den USA der bekannteste Zauberkünstler seiner Zeit. Im Zweiten Weltkrieg schrieb er eigens für Soldaten ein Zauberbuch, dessen Format der Größe der Uniformtaschen angepasst war. Außerdem legte Mulholland eine beeindruckende Sammlung an. Die Sphinx stellte Mulholland 1953 ein. Danach arbeitete er als Zauberer für die CIA.
Mulholland war Kettenraucher; er starb am 25. Februar 1970 nach langer Krankheit.

## Bücher von John Mulholland
- Magic in the Making (1925)
- Quicker than the Eye (1932)
- The Magic and Magicians of the World (1932)
- The Story of Magic (1935)
- Beware Familiar Spirits (1938)
- The Girl in the Cage (1939)
- The Art of Illusion (1944)
- The Early Magic Shows (1945)
- The Official CIA Manual of Trickery and Deception (1953)
- John Mulholland’s Book of Magic (1963)
- Magic of the World (1965)
- The Magical Mind -- Key to Successful Communication (1967)